# Kaillie Humphries
Kaillie Humphries (nacida como Kaillie Simundson, Calgary, 4 de septiembre de 1985) es una deportista canadiense que compite en bobsleigh en las modalidades individual y doble; desde el año 2020 compite bajo la bandera de Estados Unidos.
Participó en cuatro Juegos Olímpicos de Invierno, obteniendo en total cuatro medallas, oro en Vancouver 2010, en el doble (junto con Heather Moyse), oro en Sochi 2014, en el doble (con Heather Moyse), bronce en Pyeongchang 2018, en el doble (con Phylicia George), y oro en Pekín 2022, en individual.
Ganó catorce medallas en el Campeonato Mundial de Bobsleigh entre los años 2008 y 2023.

## Palmarés internacional
| Representando a Canadá         |                              |                   |            |
| Juegos Olímpicos               |                              |                   |            |
| Año                            | Lugar                        | Medalla           | Prueba     |
| 2010                           | Vancouver (Canadá)           | Medalla de oro    | Doble      |
| 2014                           | Sochi (Rusia)                | Medalla de oro    | Doble      |
| 2018                           | Pyeongchang (Corea del Sur)  | Medalla de bronce | Doble      |
| Campeonato Mundial             |                              |                   |            |
| Año                            | Lugar                        | Medalla           | Prueba     |
| 2008                           | Altenberg (Alemania)         | Medalla de plata  | Equipo     |
| 2011                           | Königssee (Alemania)         | Medalla de bronce | Doble      |
| 2011                           | Königssee (Alemania)         | Medalla de bronce | Equipo     |
| 2012                           | Lake Placid (Estados Unidos) | Medalla de oro    | Doble      |
| 2012                           | Lake Placid (Estados Unidos) | Medalla de bronce | Equipo     |
| 2013                           | Sankt Moritz (Suiza)         | Medalla de oro    | Doble      |
| 2013                           | Sankt Moritz (Suiza)         | Medalla de bronce | Equipo     |
| 2016                           | Igls (Austria)               | Medalla de plata  | Doble      |
| 2017                           | Königssee (Alemania)         | Medalla de plata  | Doble      |
| Representando a Estados Unidos |                              |                   |            |
| Juegos Olímpicos               |                              |                   |            |
| Año                            | Lugar                        | Medalla           | Prueba     |
| 2022                           | Pekín (China)                | Medalla de oro    | Individual |
| Campeonato Mundial             |                              |                   |            |
| Año                            | Lugar                        | Medalla           | Prueba     |
| 2020                           | Altenberg (Alemania)         | Medalla de oro    | Doble      |
| 2021                           | Altenberg (Alemania)         | Medalla de oro    | Individual |
| 2021                           | Altenberg (Alemania)         | Medalla de oro    | Doble      |
| 2023                           | Sankt Moritz (Suiza)         | Medalla de plata  | Individual |
| 2023                           | Sankt Moritz (Suiza)         | Medalla de bronce | Doble      |